# アザー・ヴォイセズ (ドアーズのアルバム)
アザー・ヴォイセズ(Other Voices)は、1971年にリリースされたドアーズのアルバム。ジム・モリソンの死後残りの三人によって製作された。レイ・マンザレクとロビー・クリーガーがモリソンの代わりのリード・ヴォーカルを務めた。ベーシストとしてジャック・コンラッドをゲストに迎えた。れっきとしたドアーズの正式なアルバムでありながら、長らくCD化されず入手困難であった。

## 曲目
1. イン・ジ・アイ・オブ・ザ・サン In the Eye of the Sun - 4:48
2. 激動の人生　Variety Is the Spice of Life - 2:50
3. 愛の船発ち　Ships w/ Sails - 7:38
4. タイトロープ・ライド　Tightrope Ride - 4:15
5. ダウン・オン・ザ・ファーム　Down on the Farm - 4:15
6. アイム・ホーニー、アイム・スタンド　I'm Horny, I'm Stoned - 3:55
7. さすらうミュージシャン　Wandering Musician - 6:25
8. ハング・オン・トゥ・ユア・ライフ　Hang on to Your Life - 5:36